# Обонятелен нерв
Обонятелният нерв (Nervus olfactorius) или черепномозъчен нерв I е първият от дванадесетте черепномозъчни нерви. Той отговаря за обонянието. Произхожда от назалната плочка през ембрионалното развитие. Обонятелният нерв е способен на регенерация.

## Анатомия
Специализираните обонятелни рецепторни неврони на обонятелния нерв са разположени в обонятелната лигавица на горните части на носната кухина. Обонятелните нерви не образуват два ствола, като останалите черепномозъчни нерви. Вместо това, те се изграждат от събирането на много сетивни нервни влакна, които се простират от обонятелния епител на булбус олфакториус, минавайки през много отвори на ламина криброза, решетките на която образуват ситоподобна структура.
Обонятелните рецепторни неврони продължават да се образуват през целия живот и простират новите си аксони до булбус олфакториус. Смята се, че обонятелната обвиваща сноповете глиална обвивка на тези аксони улеснява преминаването им в централната нервна система.
Обонянието възниква от стимулиране на обонятелните рецептори от малки молекули на различни пространствени химични структури, които преминават през носния епител в носната кухина по време на вдишване. Тези взаимодействия се трансформират в електрическа активност в обонятелния център, който след това предава на електрическата активност на други части на обонятелната система и останалата част от централната нервна система чрез обонятелния тракт.
Обонятелния нерв е най-краткият от дванадесетте черепномозъчни нерви и само един от два нерва (другият е на зрителния нерв), който не се произхожда от мозъчния ствол.